# Guy Guers
Pour les articles homonymes, voir Guers.
Guy Guers, dit Guido Guersi, né au XVe siècle et mort à Issenheim (Haute-Alsace) le 19 février 1516, est un religieux dauphinois, connu en tant que commanditaire du Retable d'Issenheim.

## Biographie
Une note manuscrite en latin datant du début du XVIIIe siècle et appartenant au fonds de la préceptorerie des Antonins d'Issenheim conservé aux archives départementales du Haut-Rhin, nomme Guido Guersi parmi plusieurs autres précepteurs illustres de cette commanderie.
Si ce nom italien lui a valu de se voir attribuer des origines siciliennes, hypothèse appuyée par la présence de fleurs de lys semblables à celles de la maison d'Anjou-Sicile dans les armes de Guido Guersi, ce dernier s'appelait en réalité Guy Guers et venait de la province du Dauphiné, à l'instar de nombreux chanoines réguliers de l'Ordre hospitalier de Saint-Antoine, dont la maison mère était l'abbaye de Saint-Antoine-l'Abbaye, dans l'actuel département de l'Isère. Ainsi, son patronyme découle vraisemblablement du nom du Guiers, une rivière qui constituait la limite entre le Viennois et la Savoie.
Avant d'être nommé précepteur des Antonins d'Issenheim par le pape Innocent VIII, Guers était déjà l'un des chanoines réguliers de ce couvent, où sa présence est attestée depuis 1471. Les documents d'archives montrent qu'il y a travaillé comme intendant (Schaffner) en 1478 puis comme sacristain en 1480.
Guers reste précepteur jusqu'à sa mort, survenue à Issenheim le 19 février 1516.
Le préceptorat de Guers, digne successeur de Jean d'Orlier, est considéré comme l'apogée de l'histoire des Antonins d'Issenheim. Sous sa direction, d'importants travaux sont réalisés à Issenheim ainsi que dans les établissements dépendant de la préceptorerie, comme à l'hôpital Saint-Antoine de Strasbourg ou le prieuré de Froideval (Andelnans).
Guers a surtout voulu laisser sa marque dans l'église d'Issenheim, qu'il a faite agrandir, et dont il a doté le chœur de remarquables stalles en 1493 et, surtout, du célèbre Retable d'Issenheim, dont il a dû passer la commande vers 1510. Cette œuvre, réalisée entre 1512 et 1516 par le sculpteur strasbourgeois Nicolas de Haguenau et le peintre franconien Mathis Grünewald, comporte une statuette qui représente son commanditaire priant saint Antoine aux pieds de saint Augustin, ainsi que le blason de Guers (d'azur, semé de fleurs de lis d'or, au sautoir de gueules, chargé de cinq coquilles d'argent), peint sur le panneau représentant La Visite de saint Antoine à saint Paul ermite.
La présence de ces armes aux pieds de saint Antoine a conduit certains auteurs à considérer que Grünewald aurait pu représenter le saint sous les traits du commanditaire du retable. Un dessin de l'artiste conservé à Weimar et représentant un homme barbu en buste a également été vu comme un possible portrait de Guers.

Œuvres de Grünewald ayant été présentées comme de possibles portraits de Guido Guersi
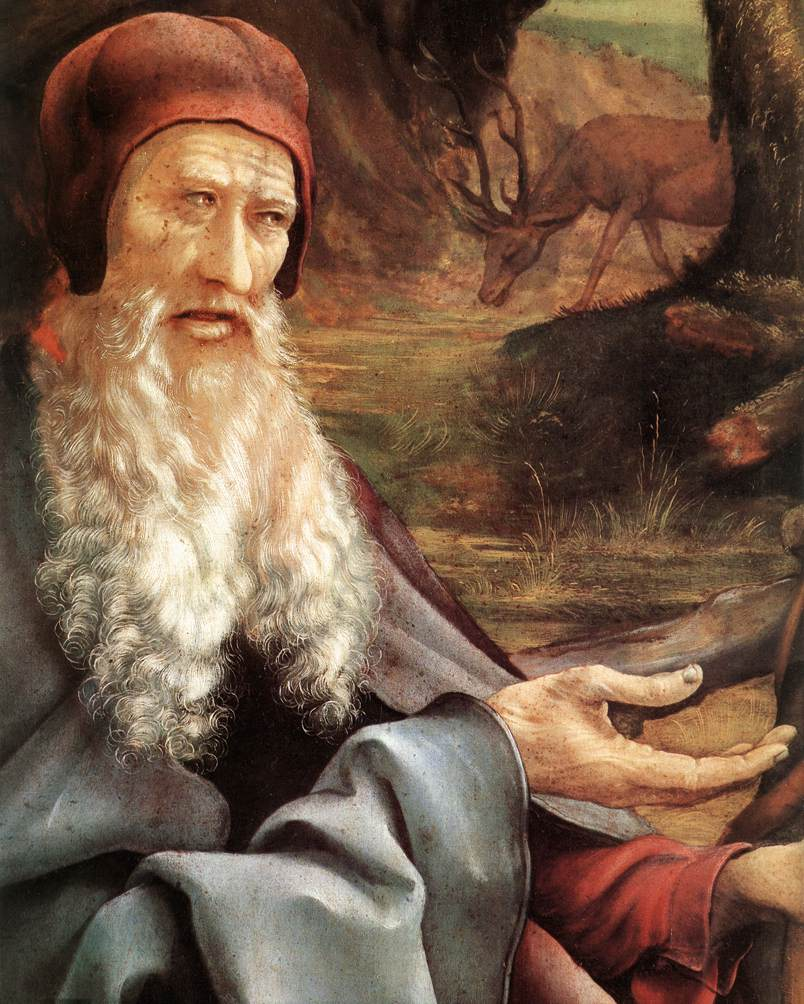
Saint Antoine, détail de La Visite de saint Antoine à saint Paul ermite.
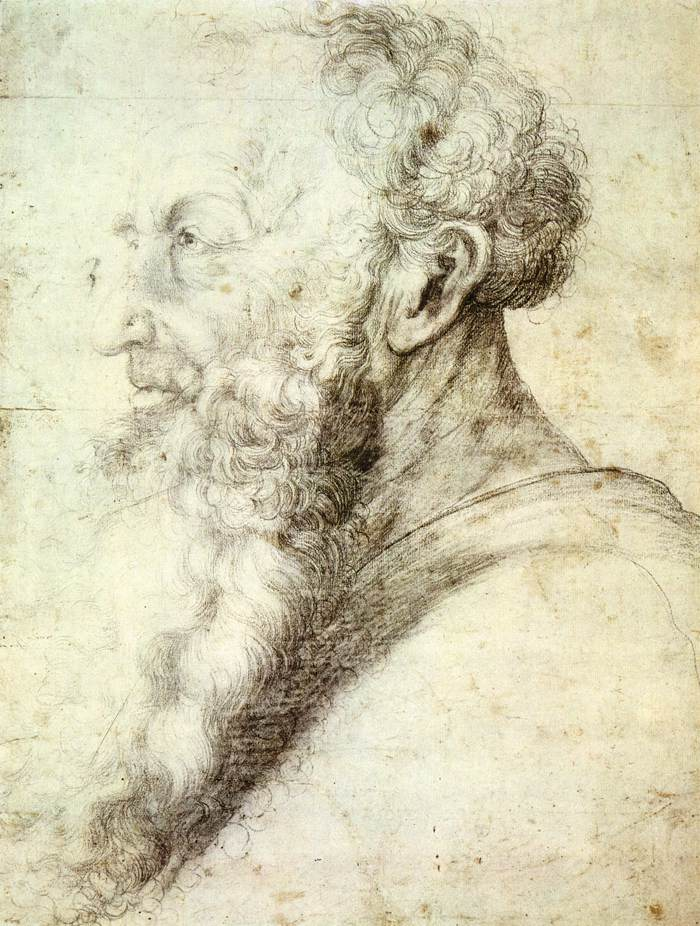
Étude de portrait d'un homme barbu, vers 1512-1516, fusain, 34 x 25 cm, Klassik Stiftung Weimar, Graphische Sammlungen.

Le blason de Guers, brisé de la croix en tau d'azur des Antonites, a également été rajouté, symétriquement à celui de son prédécesseur, sur le Retable d'Orlier peint vers 1470-1475 par Martin Schongauer.

Blason de Guy Guers
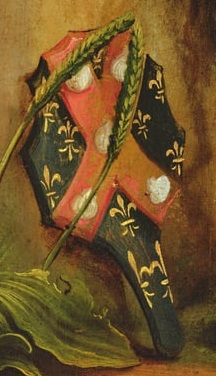
Sur le Retable d'Issenheim.
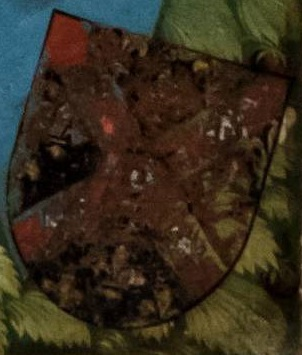
Sur le Retable d'Orlier.
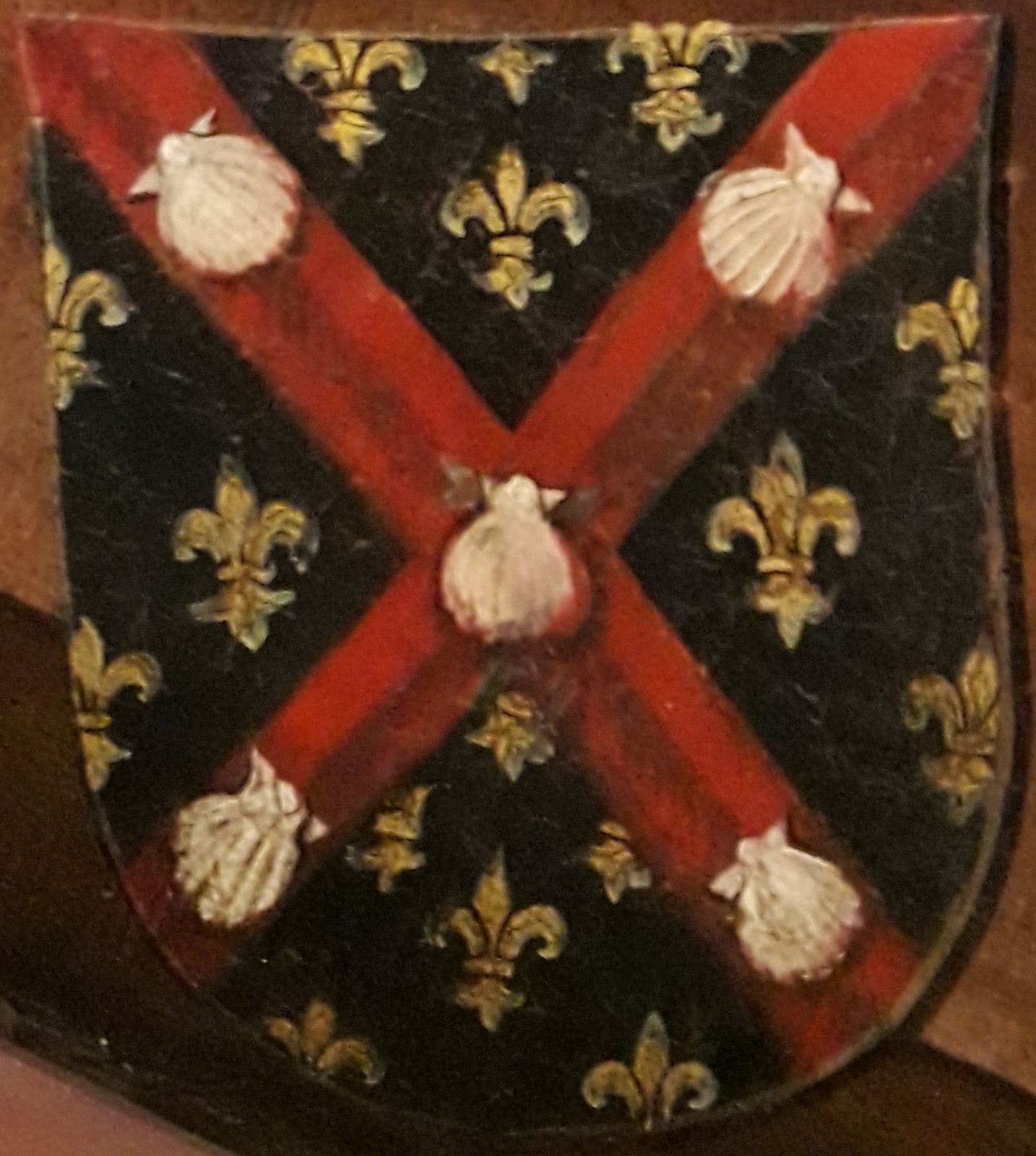
Sur le Retable de sainte Catherine et saint Laurent (vers 1515-1520, Colmar, Musée Unterlinden).
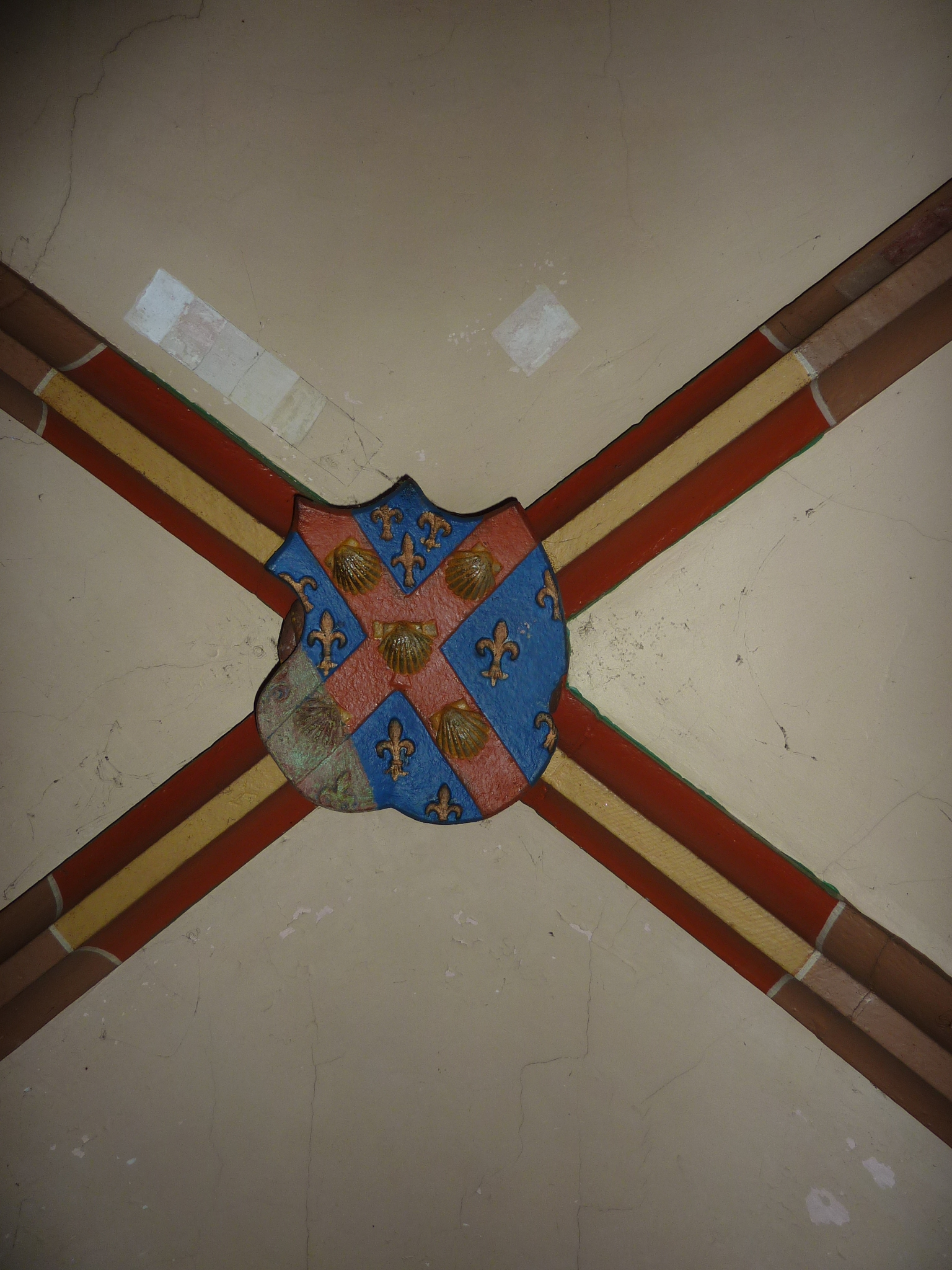
Sur une clef de voûte de la préceptorerie d'Issenheim.
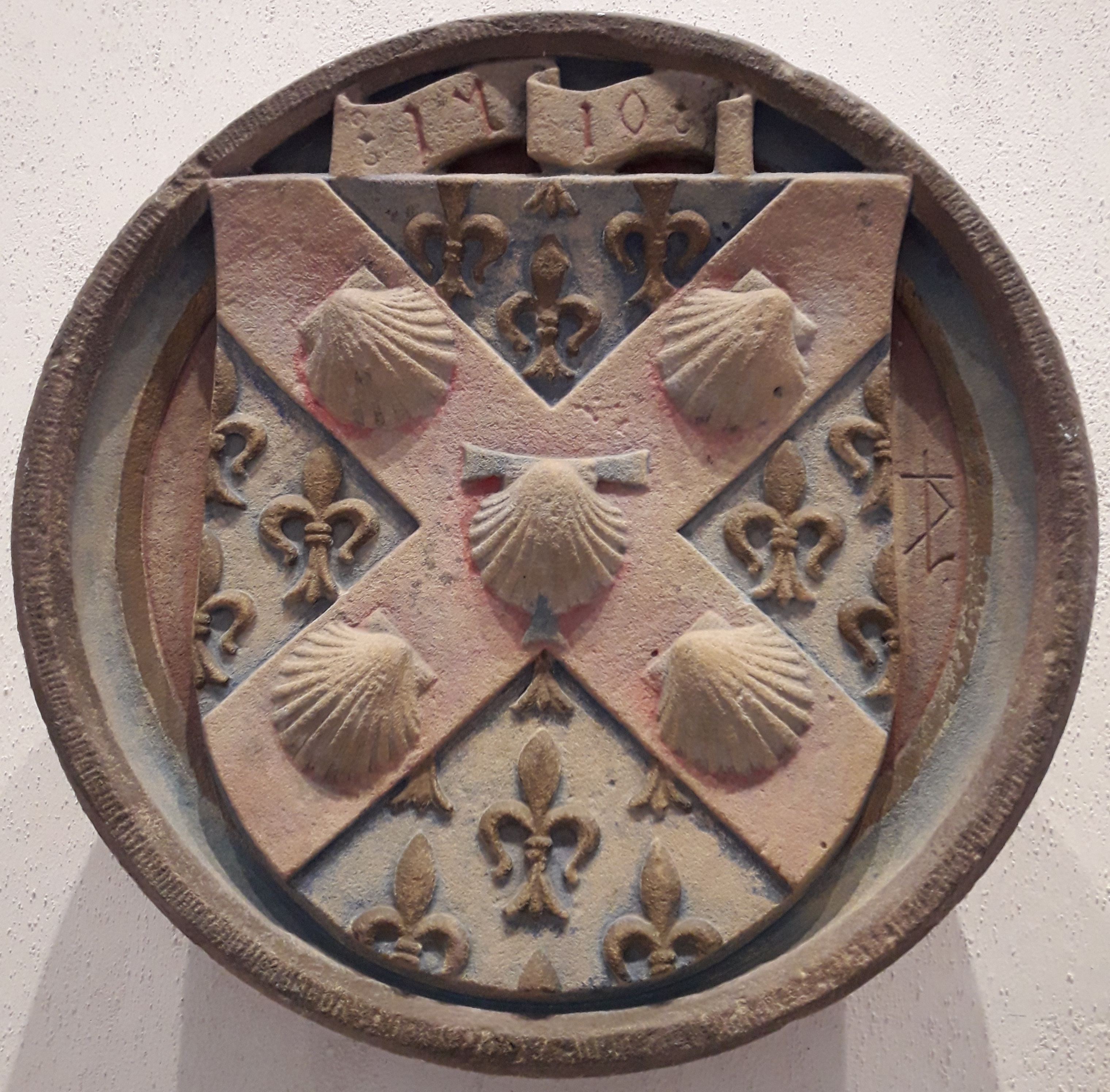
Ornement de clé de voûte (1510) provenant d'Issenheim (Colmar, Musée Unterlinden).
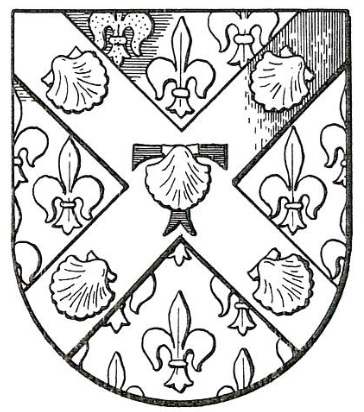
Illustration d'Hansi (1939).